# Brauerei Fottner

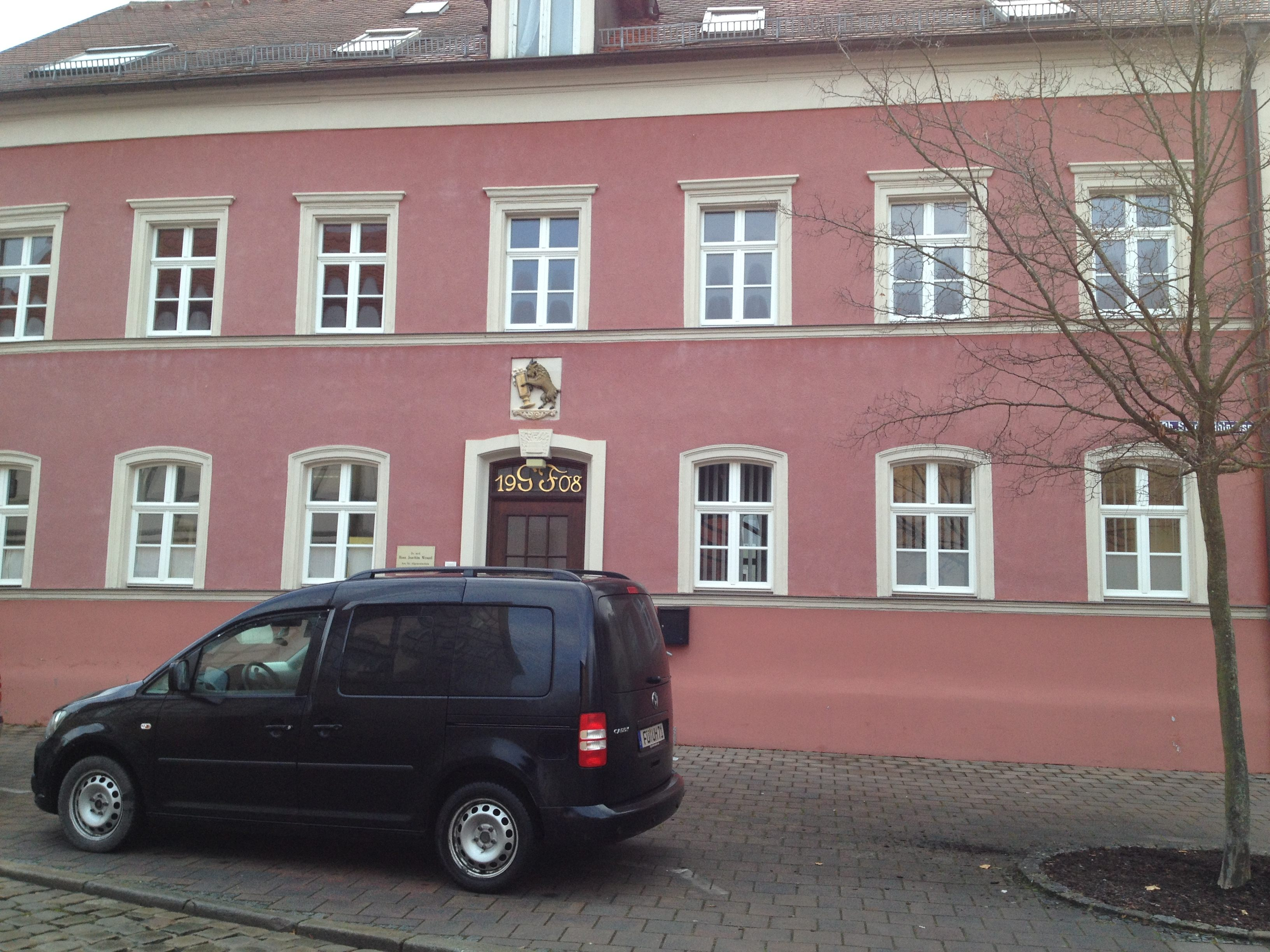
Ehemalige Brauerei und Braugaststätte „Zum grauen Bock“ (Fottner)

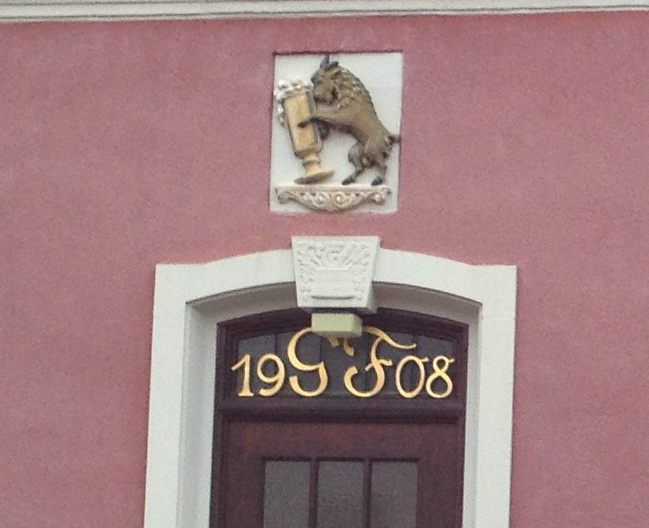
Die Haustür erinnert an die Übernahme durch Georg Fottner 1908

Die Brauerei Fottner (Zum grauen Bock) war eine Brauerei in der mittelfränkischen Kreisstadt Weißenburg in Bayern. Sie war in der Oberen Stadtmühlgasse 7 beheimatet. In den 1920er Jahren soll es die einzige Weizenbierbrauerei in ganz Mittelfranken gewesen sein, daher nannte Fottner seine Brauerei auch Erste Weissenburger Weizenbierbrauerei.

## Geschichte
Ursprünglich war der „Graue Bock“ im Haus Obere Stadtmühlgass 12 beheimatet. 1894 verlegte sie Eduard Reindel („Aschensammler“) in das gegenüberliegende Gebäude Obere Stadtmühlgasse 7. Im Jahre 1908 erwarb der Braumeister Georg Fottner aus Unterwohlbach bei Freising das Anwesen. Er brachte aus Oberbayern auch die Kunst des Weißbierbrauens mit. Die schlechte Transportfähigkeit des Weizenbieres in den damals üblichen Bügelverschlussflaschen verhinderte, dass es über Weißenburg hinaus Verbreitung fand.
Ab 1910 bot Fottner sein Bier auch auf der Weißenburger Kirchweih an. Fottner war bis zu seinem Tode 1956 aktiv. Danach übernahm der Schwiegersohn Wilhelm Hofmann die Brauerei und die Brauereigaststätte. Kurz vor der Übergabe des Unternehmens an dessen Sohn verunglückte dieser jedoch tödlich in den Alpen. Da das Ehepaar Hofmann keine Zukunft mehr für die Brauerei sah, wurde diese und die Rechte am Rezept für das Weizenbier am 1. Januar 1970 an die Privatbrauerei Hofmühl in Eichstätt verkauft. Die Gaststätte wurde noch bis 1995 als solche genutzt. Seit 2001 ist in dem Haus eine Arztpraxis untergebracht.